# Врадий, Сергей Юрьевич
Сергей Юрьевич Врадий (род. 3 февраля 1955 года) — советский и российский учёный-востоковед. Кандидат исторических наук (1988). Доцент.

## Биография
Родился 3 февраля 1955 года
В 1982 году окончил восточного факультета Ленинградского государственного университета (ЛГУ). С 1982 по 2002 годы работал преподавателем восточного факультета ДВГУ, вёл практические занятия по китайскому языку, лекции по истории, культуре, идеологии Китая и стран АТР.
С 1985 по 1988 годы обучался в аспирантуре при кафедре истории стран Дальнего Востока восточного факультета ЛГУ. По окончании аспирантуры защитил кандидатскую диссертацию на тему «Линь Цзэсюй и зарождение новых тенденций в общественной мысли Китая середины XIX века». 27 октября 1988 года ему была присвоена учёная степень кандидата исторических наук.
В 1995 году проект С. Ю. Врадия «Новые тенденции в общественной мысли Китая XIX в.» победил во Всероссийском конкурсе фундаментальных исследований в области гуманитарных наук.
В 1999—2001 годах работал в Пекине в качестве консультанта Секретариата Программы ООН по развитию региона реки Туманная.
В 2002—2003 годах — профессор факультета русского языка и литературы Национального университета Чжэнчжи (Тайбэй, Тайвань).
С января 2004 года работает в Институте истории, археологии и этнографии народов Дальнего Востока ДВО РАН. В настоящее время является ведущим научным сотрудником, работает в Отделе китаеведения ИИАЭ, также занимает пост заместителя директора института по международным связям.
Неоднократно проходил стажировки за рубежом — в вузах Сингапура, КНР, Китайской Республики (Тайвань), США, Японии, Республики Корея.
С. В. Врадий — автор более 150 научных работ, в том числе трех индивидуальных монографий. Сфера его научных интересов — современный этап развития дипломатических, экономических, политических взаимоотношений стран Тихоокеанского региона, новая история Китая; история общественной мысли Китая в новое время, история востоковедения, история российско-китайских отношений, история Кореи и Японии в новое время.

### Монографии
- «Карта России»: корейский источник XIX в. Издание текста, перевод с китайского, вступительная статья, комментарии и приложения. Владивосток: ИИАЭ ДВО РАН, 2016. — 160 с.: илл.
- Линь Цзэсюй. Основные сведения о Российском государстве / Пер. с кит. яз., вступит. статья и коммент. Владивосток: Изд-во Дальневост. ун-та, 1996. — 108 с.
- Линь Цзэсюй. Патриот, мыслитель, государственный деятель цинского Китая. Владивосток: Изд-во Дальневост. ун-та, 1993. — 176 стр.

### Прочие публикации
- «Дневники Линь Цзэсюя» (1839—1841) как исторический источник // 3-я конференция Всесоюзной школы молодых востоковедов. Тезисы. Т. 1. М., 1984. Стр. 33-35.
- Китайская традиционная историография о Линь Цзэсюе // «Историография и источниковедение истории стран Азии и Африки». Вып. 13. Л., 1990. Стр. 52-64.
- «Общее и особенное в истории и культуре народов Дальнего Востока». Материалы конференции, посвященной 90-летию образования во Владивостоке Восточного Института (1899—1989) / Ред. и составитель. Владивосток: Изд-во Дальневост. ун-та, 1991. — 123 стр.
- 魏源 «海国图志» 源流考 Вэй Юань «Хайго тучжи» юаньлю као (Об источниках сочинения Вэй Юаня «Описание заморских стран с приложением карт») // Сборн. статей участников международной науч. конф., посвященной 200-летию со дня рождения Вэй Юаня. Шаоян (КНР), 1994. Стр. 77-79
- 外国历史学家论林则徐 Вайго лиши сюэцзя лунь Линь Цзэсюй (Иностранные историки о Линь Цзэсюе) // 福建学刊 «Фуцзянь сюэкань». Фучжоу (КНР), 1995, № 1-2 (117—118).
- «Маньчжурский вариант» (К столетнему юбилею подписания русско-китайского договора о строительстве КВЖД) // Гродековские чтения: Тезисы научно-практич. конф. к 100-летию открытия Хабаровского краеведческого музея. Ч. 1. Хабаровск, 1996. Стр. 70-72.
- От Шанхая до Харбина. Неофициальный путеводитель по Поднебесной // «Восточная Азия» Иллюстрированный журнал. Владивосток: Изд-во «Дали», 1:24-30 (1998) (в соавторстве с Д. Шкуропатским).
- Сочинение Вэй Юаня «Хайго тучжи». Предисловие. Пер. с кит. яз., коммент. // «Вестник Дальневосточного отделения Российской Академии Наук». Владивосток: Дальнаука. 1999, № 3 (85). С. 21-26.
- Роль Восточного института в отечественной ориенталистике // Классическое высшее образование. Достижения, проблемы, перспективы. Материалы международной научно-методической конференции 19-20 октября 1999 г. Владивосток: Изд-во Дальневост. ун-та, 1999. С. 61-65.
- Профессор китаеведения А. В. Рудаков (К 100-летию образования Восточного института во Владивостоке) // Проблемы Дальнего Востока. 1999, № 5. С. 93-97.
- Как на Тайване отмечалась 2551-я годовщина со дня рождения Конфуция // «Тайбэйская панорама». Тайбэй (Тайвань) № 6, 2001. Стр. 46-50.
- Qing Scholar-Officials Introduce Knowledge About Western Countries into Nineteenth-Century China // Russia and China: Traditional Values and Modernization. International Academic Conference Tamkang University Papers. Taipei, Taiwan. 2001. P. 72-80.
- Драконы в тучах водных брызг // «Океанские вести» № 4, 2002, стр. 28-29
- Фантазии моря и ветра Тайваня // «Океанские вести» 2003, № 1, стр. 18-19
- Печальная страница истории // «Океанские вести» 2003, № 2, стр. 2-3
- Горячие радости Бэйтоу // «Океанские вести» 2003, № 3, стр. 18-19
- Биография в традиции китайского историописания: образ Линь Цзэсюя (1785—1850) в цинской историографии // «Общество и государство в Китае»: XXXYI научная конференция: к 70-летию А. А. Бокщанина / Ин-т востоковедения; сост. и отв. ред. С. И. Блюмхен. — М.: Вост. лит., 2006. — 320 с. Стр. 161—167
- Российско-китайское пограничное размежевание: взгляд из Японии // «Россия и АТР» № 1, 2007 г. Стр. 184—188.
- Russia’s Unofficial Relations with Taiwan // «Eager Eyes Fixed on Eurasia: Change and Progress» Vol. 2. Russia and its Eastern Edge. Ed. by Iwashita Akihiro. Slavic Research Center, Hokkaido University. Sapporo, 2007. P. 219—235
- Российско-тайваньские отношения и экономика Приморского края // Преподавание истории и культуры стран Азии в средней и высшей школе России: исторический опыт и современные проблемы. В. Г. Дацышен (отв. ред.). Краснояр. гос. пед. ун-т им. В. П. Астафьева. Вып.3. — Красноярск, 2008. 204 с. С. 32-49.
- Источники, послужившие Вэй Юаню основой для создания «Хайго тучжи» // Раздвигая горизонты науки: К 90-летию академика С. Л. Тихвинского. Сб. ст. М., Изд-во «Памятники исторической мысли», 2008. С. 523—533.
- Дзюкюсэйки но Тюгоку ни окэру сэкай тири э но кансин то Рин Соку тё «Росия коку киё» = Географические представления о внешнем мире в Китае в 19 столетии и сочинение Линь Цзэсюя «Описание Российского государства» // Slavic Research Center Newsletter, Hokkaido University. 2009/1 № 116 (японский язык)
- Китайский источник XIX в. о России // Россия и Китай: Сборник статей. СПб.: БАН; Альфарет, 2009. С. 64-72. ISBN 978-5-902882-53-4
- Военно-разведывательное содержание корейской «Карты России» Агук Ёджидо // Военное дело в Азиатско-Тихоокеанском регионе с древнейших времен до начала XX века: сб. науч. ст. Выпуск 1. Владивосток. 2010 г. — 408 с. С. 363—377.
- 中俄关系及区域合作发展 Чжун-Э гуаньси цзи цююй хэцзо фачжань = Китайско-российские отношения и развитие регионального сотрудничества // 第二居东北亚智库论坛* 论文集 The Second Northeast Asia Think Tank Forum (NATFF) Digest. September 7, 2011. Changchun, China. P. 25-31 (кит. яз.).
- Наследие библиотеки Восточного института // «Документальный опыт прошлого — будущему России». Материалы региональной научно-практической конференции историков и архивистов Дальневосточного федерального округа. Владивосток, 22 июня 2011 г. — Владивосток: РГИА ДВ, 2011. Стр. 177—181.
- Ресурсы развития туризма в Приморском крае России // «Global POHANG! Tourism Improvement Strategy for an Era of Internationalization» The 71st international Tourism Conference Proceedings. In 2 vls. The Tourism Sciences Society of Korea. Pohang. Пхохан (Корея), 3-4 февраля 2012 г. Vol. 1. P. 15-29 (кор. яз.)
- «Карта России (Агук Ёджидо)» — первое корейское описание Приморья. Часть 1-2 // «Вестник Санкт-Петербургского университета». Серия 13. Востоковедение. Африканистика. 2012. Выпуск 1, с. 58-68. Выпуск 2, с. 60-68.
- Российско-китайские отношения и развитие регионального сотрудничества // Китай на постсоветском пространстве: сб. докл. / под ред. К. А. Кокорева, Т. С. Гузенковой, Е. В. Супониной; Рос. ин-т стратег. исслед. — М.: РИСИ, 2012. — 118 с. С. 31-38.
- Primorsky Borderland on the «Map of Russia» Aguk-yeojido // Eurasia Border Review. Slavic Research Center. Hokkaido University. Fall 2012. Vol. 3. No. 2. P. 103—118. ISSN 18849466
- Восточный институт — «Владивостокская ветвь старопетербургской школы» // Третья международная конференция «Китай, Корея, Япония: методология и практика интерпретации культур». Киев, 2013. — 190 с. С. 26-30.
- The Rise of Territorial Disputes in East Asia: the Case of the Senkaku/Diaoyu Islands in Borders and Transborder Processes in Eurasia, edited by Sergei V. Sevastianov, Paul Richardson, and Anton A. Kireev. Vladivostok: Dalnauka, 2013. P. 227—233. сборник «Границы и трансграничные процессы в Евразии».
- 한-러 학술 교류 증진을 위한 러시아 과학 아카데미와 재단의 협력 Хан-ро хаксуль кёрю чынчжиныль вихан Росиа квахак акхадемива чэдане хёмнёк = Сотрудничество между РАН и Фондом истории СВА с целью продвижения российско-корейских научных обменов // 동북아역사재단 뉴스 Тонбука ёкса чэдан нюсы. Northeast Asian History Foundation Newsletter. March 2014. Vol. 88. P. 6-9 (кор. яз)
- Влияние Китая на общественную мысль Японии накануне реформации Мэйдзи // Востоковедение. Историко-филологические исследования. Межвуз. сб. статей. Памяти акад. М. Н. Боголюбова. Вып. 30 (заключительный) / Отв. ред. А. К. Оглоблин, Н. Н. Телицин. СПб.: Изд-во СПбГУ, 2014. — С. 219—247 (268 с.)ISSN 01368125
- Картографические коннотации корейской «Карты России» XIX в. (владивостокская «Коврижка») // «Структурная метафизика языка и феноменология речевого дискурса: критерии системных интерпретаций». Материалы IХ Международной научной конференции по актуальным проблемам теории языка и коммуникации. М: Военный университет МО РФ, 2015. — 775 стр. С. 352—359 ISBN 978-5-906367-11-2
- 《俄國的中國學 ──口述史：20至21世紀俄羅斯漢學名家訪談錄》卷一Эго дэ Чжунгосюэ — коушу ши: 20 чжи 21 шицзи Элосы ханьсюэ минцзя фантаньлу (Российское китаеведение — устная история. Сборник интервью с ведущими российскими китаеведами XX—XXI вв. Том 1）// 漢學研究通訊 Ханьсюэ яньцзю тунсюнь (Синологические исследования). 第34卷2期 (縂134期) Вып. 34, № 2 (134)民囯104年 5月. 21-22頁. Тайбэй, май 2015 г. Стр. 21-22. ISSN 02532875 (кит. яз.)
- Влияние сочинений китайских ученых на общественную мысль Кореи второй половины XIX в. // «Вестник Санкт-Петербургского университета». Санкт-Петербург: изд-во Санкт-Петербургского ун-та, 2015. Серия 13. Востоковедение. Африканистика. Выпуск 4. — С. 67-82. ISSN 20741227
- «История китайской цивилизации» издания Пекинского университета — заметное событие в научном мире // Россия и АТР, 2016. № 1, с. 291—299 — (0,7) ISSN 10268804
- Collection of Chinese Manuscripts in the FEB RAS Library — Vladivostok Oriental Institute Heritage // «海外近现代中国研究史料的收藏、整理与研究»国际学术研讨会 * Хайвай вэньсюань ды шоуцан юй Чжунго цзинь сяньдай ши яньцзю. Гоцзи сюэшу яньтаохуй = Материалы международной научной конференции «Формирование и использование китайских исторических источников за рубежом». Исторический ф-т Фуданьского университета, Шанхай, 2016. P. 22-26
- 弗拉基 谢。尤。 [Russia] Vradiy S.Y. 中俄关系及区域合作发展 Чжун-Э гуаньси цзи цююй хэцзо фачжань = Китайско-российские отношения и развитие регионального сотрудничества // 智库:东北亚区域经济合作发展：东北亚智库论坛（2010-2015）论文集萃 / 东北亚智库论坛编委会主编。 — 长春: 吉林人民出版社， 2016。5。616 页 ISBN 978-7-206-12494-5The Second Northeast Asia Think Tank Forum (NATFF) Digest. Changchun, China. P. 393—399 (на кит. яз.).
- Российско-тайваньские отношения: история и перспективы // «Известия Восточного института», Владивосток, 2017. № 2 (34). С. 68-82.
- Корейские ксилографы библиотеки ДВО РАН // Известия Восточного института. 2019, № 1. С. 69-81

### Редактор и составитель
- ХХXVIII студенческо-преподавательская научная конференция. Тезисы докладов / Отв. редактор и составитель. Владивосток: Изд-во Дальневост. ун-та, 1996. — 62 с.
- Вторая научная конференция преподавателей и студентов Восточного института. Тез. докл. / Ред. и составитель. Владивосток: Изд-во Дальневост. ун-та, 1997. — 95 стр.
- Третья научная конференция преподавателей и студентов Восточного института. Тез. докл. / Ред. и составитель. Владивосток: Изд-во Дальневост. ун-та, 1998. — 95 стр.
- Четвертая научная конференция преподавателей и студентов Восточного института. Тез. докл. / Ред. и составитель. Владивосток: Изд-во Дальневост. ун-та, 1999. — 151 стр.